# Platyurosternarchus macrostomus
Platyurosternarchus macrostomus is een straalvinnige vissensoort uit de familie van de staartvinmesalen (Apteronotidae). De wetenschappelijke naam van de soort is voor het eerst geldig gepubliceerd in 1870 door Günther.